# Del Fungo Giera
Del Fungo Giera Servizi Ferroviari s.r.l., meglio nota come Del Fungo Giera e con la sigla DFG, è stata un'impresa ferroviaria italiana che rappresentò uno dei primi protagonisti nello scenario post liberalizzazione del trasporto ferroviario merci in Italia.
Costituita nel 1995, la società operava in collaborazione con Trenitalia, utilizzando dapprima materiale di trazione di quest'ultima azienda e in seguito dotandosi di un proprio parco locomotive; a seguito di problemi di gestione poi sfociati in un'inchiesta giudiziaria, l'impresa cambiò compagine societaria nel 2008, mutando altresì il nome in Impresa Ferroviaria Italiana (IFI), per chiudere definitivamente nel medesimo anno.

## Settori di attività
Il forte legame con il porto di Livorno indirizzò Del Fungo Giera a operare servizi di trazione per conto di operatori che gravavano su tale città, specializzandosi nella logistica e nel trasporto di prodotti petroliferi e chimici in collaborazione con Trenitalia.
In particolare la società, che era partita con un trasporto regolare da Livorno diretto alla raffineria di Sannazaro de' Burgundi per conto dell'ENI, giunse a detenere una quota del 70% del mercato del trasporto del gas da e per l'Italia.
La società faceva parte di un gruppo più esteso i cui interessi spaziano dai trasporti (Del Fungo Giera Shipping Company ) alle telecomunicazioni (Del Fungo Giera Mobile Srl.) all'energia (Del Fungo Giera Energia Spa), peraltro estraneo rispetto alle specifiche vicende che caratterizzarono la fine dell'impresa ferroviaria.

## Storia

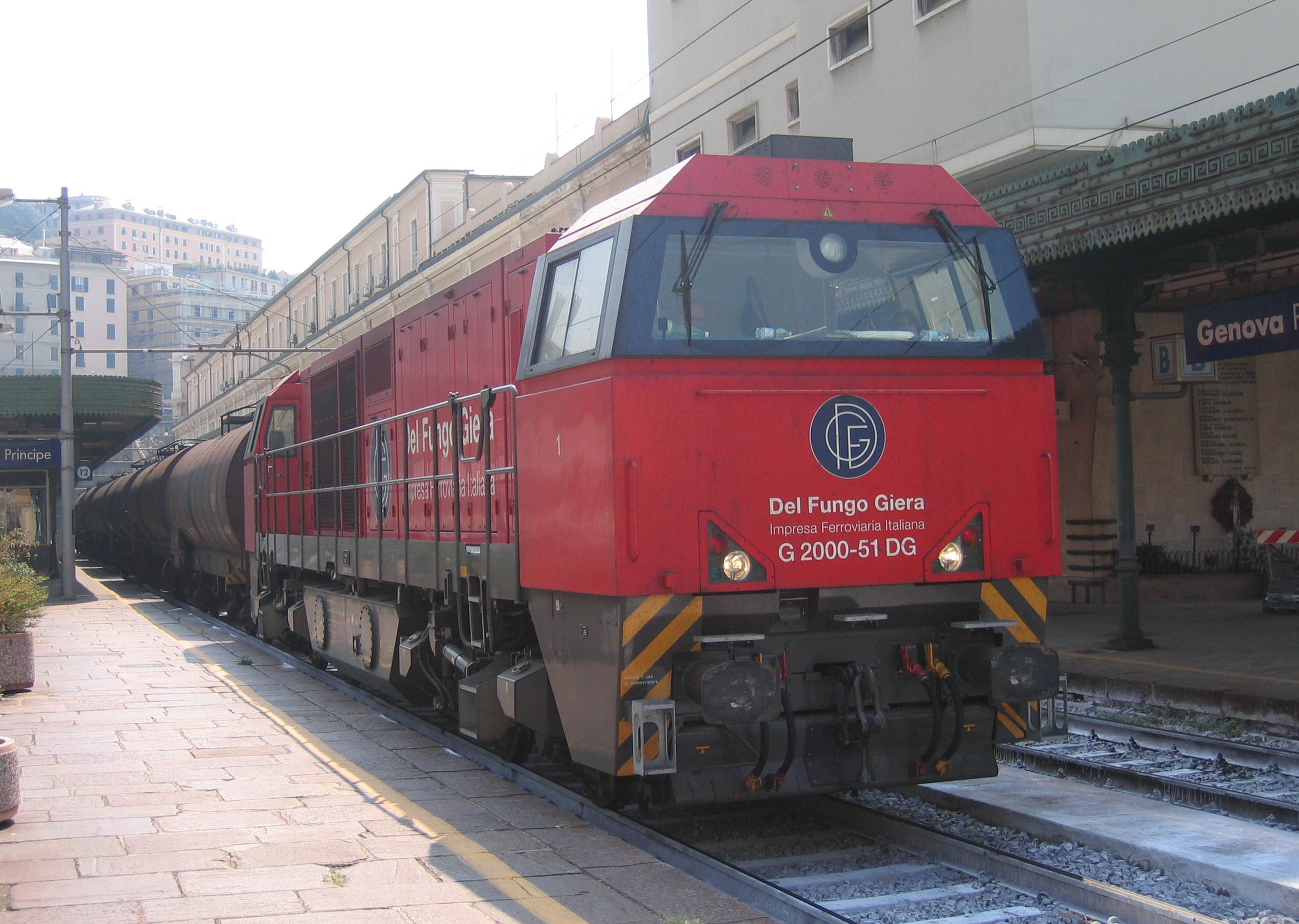
Servizio Del Fungo Giera a Genova Piazza Principe nel 2007

I primi servizi di Del Fungo Giera furono avviati il 2 aprile 2003 con coppie trisettimanali Livorno Calambrone-Alessandria Scalo svolte mediante locomotive noleggiate da Trenitalia e ferrocisterne di proprietà; nel medesimo anno furono effettuate corse di abilitazione volte a consentire di raggiungere tutti i maggiori poli industriali del nord Italia e a raddoppiare il fatturato.
L'accordo commerciale stipulato l'anno dopo formalizzò il ruolo di trazionista per alcuni treni organizzati dall'ex monopolista: a tale scopo furono noleggiate ulteriori locomotive portando nell'arco di un anno DFG a disporre di ben 26 locomotive elettriche in gestione, aumentate a 40 l'anno successivo in funzione del maggior numero di linee potenzialmente servite.
Nel 2006 Del Fungo Giera risultava titolare di due delle tre coppie settimanali fra Alessandria Smistamento e Sannazaro de' Burgundi, svolte con locomotive Diesel a noleggio e di proprietà, nonché di un servizio regolare per il trasporto di gas compresso proveniente dalla Francia, fra Ventimiglia e lo stabilimento Lampogas, presso l'Interporto di Parma; in tale periodo venne a cessare il noleggio di locomotive Trenitalia essendosi l'impresa nel frattempo dotata di un parco di trazione proprio. Del Fungo Giera vedeva consolidarsi la propria attività nel trasporto di carburanti e gas dai porti ai depositi di stoccaggio e in tale prospettiva espresse l'intenzione di certificarsi anche sulla rete francese fino al porto di Marsiglia .
Dopo un periodo di investimenti e conseguente crescita dei traffici, il 2007 appariva come un anno di consolidamento per le attività dell'azienda, che tuttavia iniziò a manifestare problemi di natura finanziaria che portarono al mancato pagamento di alcuni debiti e al ritardo in quelli del personale. Nel giro di pochi mesi l'azienda arrivò alle soglie del fallimento, rinascendo con il nuovo nome di Impresa Ferroviaria Italiana (IFI) precedente payoff del marchio, con una relazione Latina–Domodossola per il trasporto di casse mobili per conto dello spedizioniere Hangartner. Fu il canto del cigno per la società: pochi mesi dopo infatti la licenza di impresa ferroviaria intestata all'IFI venne sospesa.
Le vicende legate all'epilogo dell'impresa ferroviaria livornese furono oggetto di un'inchiesta giudiziaria: titolare della Ferronova, società cresciuta in occasione del processo di liberalizzazione del settore gas e dichiarata fallita nel 2008, un imprenditore romano aveva infatti attuato, secondo l'accusa, una condotta fraudolenta sia nei confronti di tale azienda sia della Del Fungo Giera Servizi Ferroviari, dichiarata in seguito fallita dal Tribunale di Roma il 20 maggio 2009 e costituita conferendo i beni aziendali della prima e mantenendo in capo ad essa i soli debiti. Lo stesso sistema era stato, sempre secondo l'accusa, utilizzato verso Impresa Ferroviaria italiana. L'imprenditore, Domenico Libro, arrestato dalla Polizia, aveva nel frattempo trasferito la propria residenza all'estero. Processi tutt’ora in corsa di svolgimento

## Dati societari
DFG era in possesso della licenza di impresa ferroviaria merci numero 3, rilasciata il 23 giugno 2000; il Certificato di Sicurezza per operare sulla rete nazionale venne rilasciato da Rete Ferroviaria Italiana il 15 luglio 2002 e successivamente revocato il 24 ottobre 2008.

### Materiale di trazione
Nei primi anni di attività Del Fungo Giera si dotò di un parco omogeneo di locomotive elettriche E.636 che Trenitalia rese disponibili in gestione: le prime utilizzate furono le E.636 176 e 460, cui presto si aggiunsero le unità 285 e 401; nel 2004 DFG disponeva di 26 locomotive di questo tipo aumentate a 40 l'anno successivo e ridotte a 21 nel 2006, anno in cui il gruppo venne accantonato e tutte le unità restituite.
Il 24 novembre 2003 ai rotabili Del Fungo Giera fu assegnata dall'allora Cesifer la sigla sociale "DG" che in quel periodo doveva essere apposta come suffisso rispetto alla marcatura. Tale sigla apparve anche sulla locomotiva BB 436059 delle SNCF, giunta in Italia nell'ambito delle prove di omologazione per tale gruppo: in vista dell'annunciata ordinazione di 25 unità di tale tipo con opzione per ulteriori 25, mai concretizzata, la locomotiva assunse nel 2002 la marcatura ausiliaria "E 36000-001 DG". Nel 2002 fu annunciato l'ingente ordinativo ad Alstom di cinquanta BB 36000 e 30 Alstom Prima, poi non concretizzato.
A partire dal 2005 Del Fungo Giera aveva iniziato a dotarsi di un proprio parco trazione, grazie alla disponibilità sul mercato di veicoli già omologati per il servizio sulla rete ferroviaria italiana provenienti dai parchi di altre imprese ferroviarie; molti di tali rotabili operavano su servizi facenti capo alla raffineria di Cremona. Il primo esemplare, dei due previsti, fu la locomotiva Diesel CKD D 752 509, acquistata nel 2005 e precedentemente noleggiata da Strade Ferrate del Mediterraneo; la seconda unità non fu mai consegnata.
Seguì, nel 2006, la consegna della prima fra quattro locomotive Diesel Vossloh di nuova costruzione, che avrebbero dovuto essere immatricolate come esemplari 051-054; la prima di tali macchine entrò in servizio nei primi mesi dell'anno con la trazione dei treni diretti a Sannazaro de' Burgundi. Il gruppo non raggiunse tuttavia la consistenza prevista, limitandosi alle unità immatricolate come G2000 51-52. Alla cessazione dei servizi DFG e ormai concluse le vicende legate al fallimento, la G 2000-51 fu acquisita nel 2010 dall'impresa Rail One mentre la G 2000-52 passò alla SALCEF, impresa di lavori all'armamento, per essere impiegata al traino dei treni utilizzati nella costruzione delle nuove linee ferroviarie degli Emirati Arabi Uniti
Altre locomotive Diesel di origine ceca si unirono ben presto, grazie alla disponibilità di un nutrito gruppo di unità acquistate dalla allora NordCargo in 18 esemplari e rese disponibili sul mercato del noleggio. Del Fungo Giera stipulò dunque un contratto di noleggio a lungo termine per le unità immatricolate DE 520 02, 04, 05, 08-10, allo scopo di impiegarle per manovre negli scali e raccordi non elettrificati. Fecero seguito le ulteriori quattro unità, 01, 03, 06 e 07 acquisite in leasing con un contratto stipulato con il Monte Paschi di Siena; l'intero gruppo fu rinumerato D 753 051-060, risultando le unità 051, 058-060 quelle in leasing; alcune unità vennero ridipinte nella livrea rossa sociale. Nel 2007 le sei locomotive noleggiate ritornarono al proprietario, mentre quelle in leasing furono poste in vendita a cura delle Ferrovie Nord Milano.
Restituite le E.636 Trenitalia e sfumato l'acquisto delle BB 36000, DFG provvedette infine all'acquisizione di alcune locomotive elettriche Siemens che si erano rese disponibili grazie alla rinuncia all'acquisto di 4 esemplari del gruppo da parte di SBB Cargo. Numerate E 474 001, 010, 007 e 008, rispetto alle intenzioni iniziali di acquisire l'intero lotto solo le prime due unità furono effettivamente immatricolate da DFG come E 474 101-102; un terzo esemplare, inizialmente individuato come 103, non fu mai ritirato a causa delle vicende legate al fallimento dell'impresa mentre la quarta unità fu acquisita dalle allora NordCargo come E 474 201. Le E 474 101-103 trovarono in seguito un nuovo acquirente nella società abruzzese Rail One.

#### Prospetto di sintesi
| Unità         | Alimentazione | Quantità | Costruttore | Note                                                                                           |
| ------------- | ------------- | -------- | ----------- | ---------------------------------------------------------------------------------------------- |
| D 752 509     | Diesel        | 1        | CKD         | Ex SFM, inizialmente previste due unità.                                                       |
| G 2000-51-52  | Diesel        | 2        | Vossloh     | Inizialmente previste quattro unità; 51 passata a Rail One, 52 alla Salcef.                    |
| D 753 051-060 | Diesel        | 10       | CKD         | Ex DE 520 01-10; unità 051, 058-060 acquistate in leasing, le altre unità restituite nel 2007. |
| E 474 101-103 | Elettriche    | 3        | Siemens     | Solo le unità 101-102 furono effettivamente consegnate; in seguito acquistate da Rail One.     |